# 4-vektor
En 4-vektor er inden for den specielle relativitetsteori en vektorstørrelse, hvis skalarprodukt er invariant under Lorentz-transformationer.
En 4-vektor {\displaystyle \mathbf {A} } har 4 komposanter:
{\displaystyle \mathbf {A} ={\begin{pmatrix}A_{0}\\A_{1}\\A_{2}\\A_{3}\end{pmatrix}}}
hvor den nulte komposant kaldes for tidslig, mens de tre andre kaldes for rumlige. Skalarproduktet mellem to 4-vektorer {\displaystyle \mathbf {A} } og {\displaystyle \mathbf {B} } er defineret som produktet af de tidslige komposanter minus produktet af de rumlige:
{\displaystyle \mathbf {A} \cdot \mathbf {B} =A_{0}B_{0}-A_{1}B_{1}-A_{2}B_{2}-A_{3}B_{3}}
Dette skalarprodukt vil være det samme i et hvilket som helt inertialsystem.

## Eksempel
Et eksempel på en 4-vektor er en forskydning {\displaystyle \Delta \mathbf {s} } i rumtiden, hvor den tidslige komposant altså er forskydningen i tiden {\displaystyle t}, mens de andre er de rumlige forskydninger {\displaystyle x}, {\displaystyle y} og {\displaystyle z}:
{\displaystyle \Delta \mathbf {s} ={\begin{pmatrix}c\Delta t\\\Delta x\\\Delta y\\\Delta z\end{pmatrix}}}
Tidsforskydningen er her ganget med lysets fart {\displaystyle c}, så alle komposanter har enheder af længde. Skalarproduktet med sig selv er da:
{\displaystyle \Delta \mathbf {s} \cdot \Delta \mathbf {s} =c^{2}\Delta t^{2}-\Delta x^{2}-\Delta y^{2}-\Delta z^{2}}
Det ses, at det første led blot er den kvadrerede tid mellem to begivenheder, mens de andre led er den kvadredrede rumlige afstand. I klassisk mekanik jf. Galilei-transformationerne er afstand i tid og rum begge invariante, men dette er ikke tilfældet i den specielle relativitetsteori jf. Lorentz-tranformationerne, da der sker tidsforlængelse og længdeforkortelse.